# Костур-Шаргородський Леонтій Феофанович
Леонтій Феофанович Костур-Шаргородський (нар. 16 червня 1947, Теклівка) — художник і скульптор (кераміст, живописець).

## Життєпис

### Ранні роки
Народився у сільській родині. Батько - Феофан Савич Костур, мати Тетяна Архипівна (до шлюбу Кояківська). 
До школи пішов у рідному селі де навчався до 5 класу, потім 3 класи вчився за 5 км у сусідньому селі, навчався на відмінно, окрім фізкультури. Після закінчення 8 класів поїхав до Києва вступати до художньої школи, але через проблеми з документами не поступив, не було київської прописки. 

## Навчання
1963  — поїхав поступати до Луганського художнього училища. Здав на три трійки - непрохідний бал. Після чого поїхав додому. Але перед навчальним роком прийшов лист, що його зачислено до училища. Справа у тому що Леонтій не здавав іспити по загальній освіті, а там у нього були п'ятірки. Лише нещодавно він дізнався, що прийняли його через указ приймати талановиту молодь. Саме у Луганську навчився говорити російською мовою, до цього володів лише графічно. Закінчити не вдалося через конфлікт із завучом по політичній підготовці. На військовій приписній комісії потрапляє до лікарні, через ніби то психічні відхилення. Його відправляють в академічну відпустку на лікування. Із цієї відпустки Леонтій до училища не повернувся. 
Поїхав до Москви, аби дізнатися чи можна куди поступити. Один із приятелів привів до майстерні скульптора, де його вразила творчість, пізніше дізнався, що це був Ернст Неізвєстний. Але у Москві теж виявилося проблемно кудись поступити без прописки і без 10-річної освіти.  
Повертається до Шаргороду, здає екстерном на повну середню освіту. 
Поїхав до Одеси де працював на будівництві високовольтних ліній, роботу невдовзі залишив через малу зарплатню - 80 рублів. 
Вирушив до Красноярську. Там із геолого-розвідувальною експедицією шукав уран. Незабаром захворів на енцефаліт, бо не зробив щеплення, від чого ледь не помер. 
Пів року пропрацював художником у красноярському театрі. 
1968  — Приїхав поступати до Ленінградського інститут театру, музики та кінематографії. Але приїхав зарано для здачі документів, тому деякий час доводилося жити на даху одного із будинків. Леонтій із теплотою відгукуєть про заступницю завідувача архівом Манєфу Миколаївну, яка на той час, доки не було гуртожитку і засобів до існування дуже йому допомагала. 
Вступив до інституту. 
Саме із цим навчальним закладом пов'язаний найважчий період життя Леонтія. Іспити склав добре, одна із членів комісії Марина Азізян, художниця Ленфільму, згадувала: 
| Він дуже відрізнявся від інших абітурієнтів своєю глибоко селянською сутністю, був достатньо вільним, відвертим і добра чоловіча сила малювала особистість непересічну. У прийомній комісії сиділи Микола Павлович Акімов (головний режисер ленінградського театру комедії, художник), Тетяна Георгієвна Бруні відома художниця. Леонтій покорив її серце, у якийсь момент ця аристократична дама навіть просльозилася. Думаю приводом стала самобутність та очевидність Дару у поступаючого... |
Саме у цей період деякі викладачі радять Леонтію виїхати до Європи, бо, мовляв, "тут йому не місце", малося на увазі, що в СССР просто не помітять його величезний потенціал, у нього немає шансів для розвитку. Викладачка з історії КПСС Нінель Іванівна навіть ходила разом з ним до КГБ, готуючи документи на виїзд. Однак після смерті Нінель Іванівни спроби виїхати за кордон припинилися. 
Марина Азізян порівнювала творчість Костура з Піросмані, захоплювалася його вмінням на курсах композиції, називала "селянським самородком". 
| Запам'яталися його композиції на тему "Портрет в інтер'єрі". Усі малювали якісь красиві зали з портретом - (нічого не запам'яталося). Що придумав Леонтій - селянська хата, у якій стоїть стіл, а на столі лежить небіжчик, головою до глядача, а ступні його ніг у бік низького віконця, у яке зазирає Христос, обличчя його крупне - на все віконце, він тримає долоню над очима, намагаючись краще роздивитися кімнату покійного, вдивитися в обличчя померлого. Цей ескіз відбився у моїй пам'яті! | (ця робота потім була викрадена).
Однак приводом для виключення, за свідченням тієї ж Азізян, стало не бажання Леонтія освоювати такі "важливі" предмети як уроки марксизму-лєнінізму. 
Леонтій намагався ходити на курси, як вільний слухач: 
| Мені байдужий був диплом, я хотів навчатися. Але одного разу мене забрали із аудиторії з міліцією. Леонтій Костур |
У цей період, за свідченнями Леонтія, йому жилося вельми скрутно, не було засобів до існування, почали гнити руки. Його врятував лікар, відомий у Ленінграді колекціонер Левітін Григорій Іванович. 
1969  — Намагався вступити до Інституту ім. Рєпіна. На вступних екзаменах не прийняли ті роботи, за які у Інституті театру отримав відмінні оцінки. Відвідував уроки на факультеті графіки як вільний слухач. 
За його словами не закінчив жодний заклад де навчався, через неприйняття комуністичної влади. За політичними переконаннями — антикомуніст. 
Певний період мешкав у монастирях України та Росії. 

### Робота, творчість
1985  — перебуваючи у Кірішах став засновником місцевої організації об'єднання художників, яке діє і дотепер. Та не обійшлося без конфліктів. До XXVII з'їзду КПСС відбулося відкриття виставки із якої зняли деякі роботи, зокрема Віктора Бабуркіна плакати "Проти ядерного озброєння Америки" та Леонтія Костура - "Юр'єв день", "Чортополох", "Блаженний", "Ностальгія". 
З 1990 р. мешкає в місті Суми, від першої дружини отримав у спадщину земельну ділянку з поганенькою хатиною. Вирішив продати, вже знайшов покупця, та тут дізнався що у Сумському драмтеатрі немає художника, тому залишився жити і працювати. 
Та монотонна робота у кабінеті стала нудною і Леонтій зайнявся бізнесом, потім працював на фарфоровому заводі, де працював до його закриття, але там серйозно почав займатися скульптурою. 
2001  — 2013 рр. створив більше 250 авторських скульптур із кераміки та дерева, які відтворюють світ українських народних звичаїв, обрядів і побуту. Кожна із робіт Леонтія Костура ніби закодоване послання, багато акценту на дохристиянський побут і образ життя українців. 
2006  — у власному будинку створив музей «костурів».

### Музей
у 2006 році  при обласному управлінні культури зареєстрований музей-майстерня Л. Костура, на вуличці біля стадіону "Ювілейний". Цей будинок Леонтій колись отримав у спадок майже у напівзруйнованому стані. Згодом будинок відновив і удосконалив. За словами Леонтія будівельні матеріали знаходив де-інде, буквально на смітниках. Будинок має три поверхи з баштою, широкий підвал, де Леонтій облаштував слюсарню, де виготовляє рамки для картин. Відомо, що колись будинок належав Всеволоду Пінку, повному Георгієвському кавалеру, родичка цього Пінка передала у спадщину будинок.

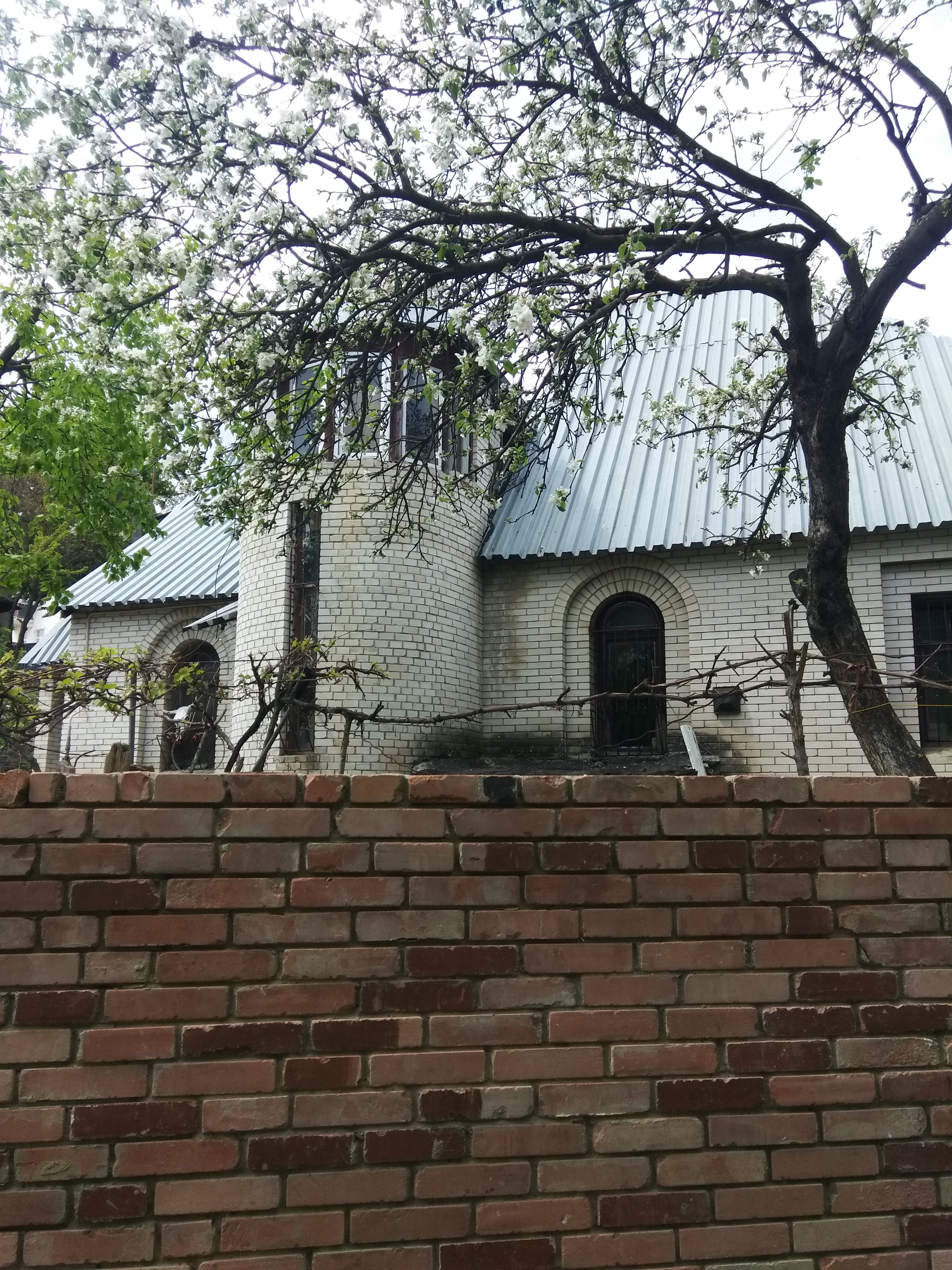
Будинок-музей Леонтія Костура

Експонати музею картини і т.зв. "костури" - глиняні фігури, результат створення його власного і неповторного стилю в мистецтві. 
На земельній ділянці Леонтій також веде дрібне господарство, тримає гусей та вулик.

### Виставки
2006  — персональна виставка в Сумському художньому музеї.
2008  — персональна виставка у Харківському художньому музеї.
2009  — персональна виставка у Путивльському краєзнавчому музеї.
2009 (січень)  — персональна виставка у Сумській муніципальній галереї. Загалом муніципальна галерея тричі надавала йому приміщення для персональних виставок. 
2010  — персональна виставка в проекті Національного музею-заповідника «Скарби музеїв України на святій землі Софії Київської» під назвою "Костури — із музею Леонтія Костура.
Був учасником 3 Національних виставок спілки художників України.

#### Про Леонтія Костура
- Своєріді полотна Л.Ф.Костура. Нарочитий злам малюнка надає його персонажам якусь гротескність. Наприклад "Чортополох" (назва, імовірно, підказана тим, що вирощує цей селянський отрок без особливого нагляду з боку дорослих). Красива блакитна гама, що змушує згадати французького художника Сезана. Та й сам персонаж доволі колоритний. І все ж, думається, праве вухо його, що стирчинь ніби лопух, усупереч усім правилам і перспективам, на скроні, - абсолютно зайве в картині. Воно надає картині анекдотичності, і робота програє. Взагалі автор - це видно із нестійкості його живописної манери - перебуває у творчому пошуку. І це добре.

(Бондарєв, В. Тільки початок [Текст]. // КФ. - 1986. - №4. - 11 січня.)
- Л.Ф. Костура цікавить сьогоднішнє життя, мирне, трудове. Дві роботи із серії "Робочі ліпромгоспу". Його герої далекі від плакатної бадьорості, що господарювало у мистецтві "застійного" періоду. Це незграбні (і виконані роботи у ледь грубуватій утрированій манері), у чомусь навіть сором'язливі трудяги - скажімо, без всілякого негативного відтінку цього слова. Труд, - хоче висловити свою думку автор, - це не гучні промови зі зведенням рук до небокраю. Це звичайна, толкова робота.

(Ігнатьєва,Н. Любуясь и тревожась [Текст]. // КФ. - 1987. - квітень.)

### Цікаві факти
- 16 липня 2014 на своїй сторінці у фейсбуці прокоментував світлину літака Боінг 777 "Мішень для Стрелкова", і вже наступного дня стало відомо про збиття Боінгу Малазійських авіаліній над Донецьком.

## Галерея

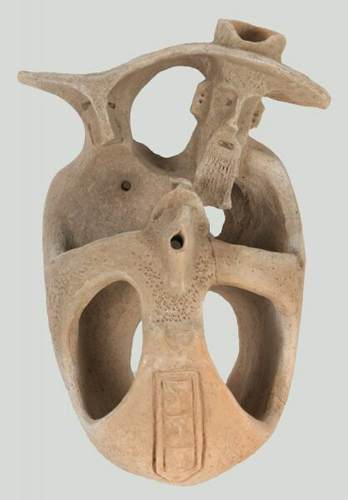
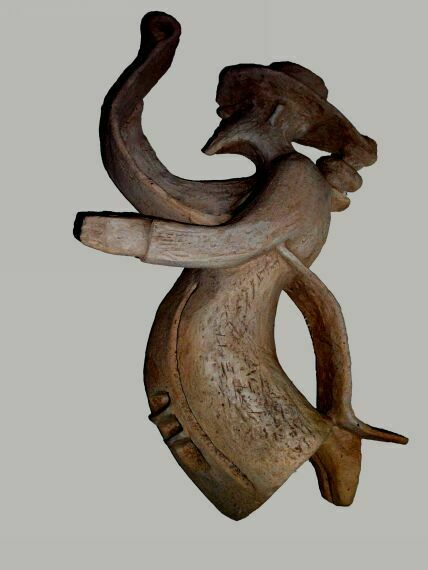
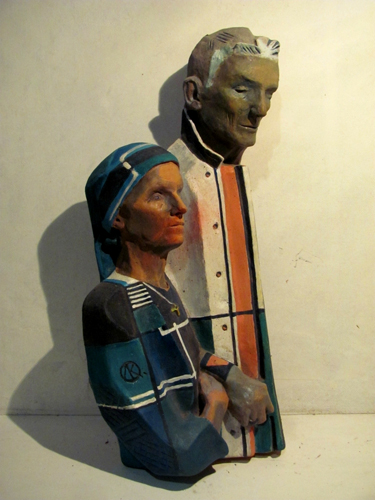